# Valldoreix
Valldoreix és un poble que és una entitat municipal descentralitzada pertanyent a Sant Cugat del Vallès. Està situada a l'extrem sud del terme municipal, als contraforts septentrionals de la serra de Collserola. Cap al nord es troba unida a Mira-sol, un altre barri residencial de Sant Cugat; i cap al sud-est s'uneix amb la Floresta. El 2019 tenia 8.401 habitants.

La població actual va néixer cap als anys 1916-1918, com a ciutat jardí, o urbanització residencial, entorn de l'antiga església de Sant Cebrià d'origen romànic, i la parada dels Ferrocarrils de Catalunya, actualment Ferrocarrils de la Generalitat de Catalunya (FGC). El 2009 tenia 7.455 habitants. A part del tren, està comunicada per carretera local amb Sant Cugat i Barcelona, i hi passa l'autopista C-16.

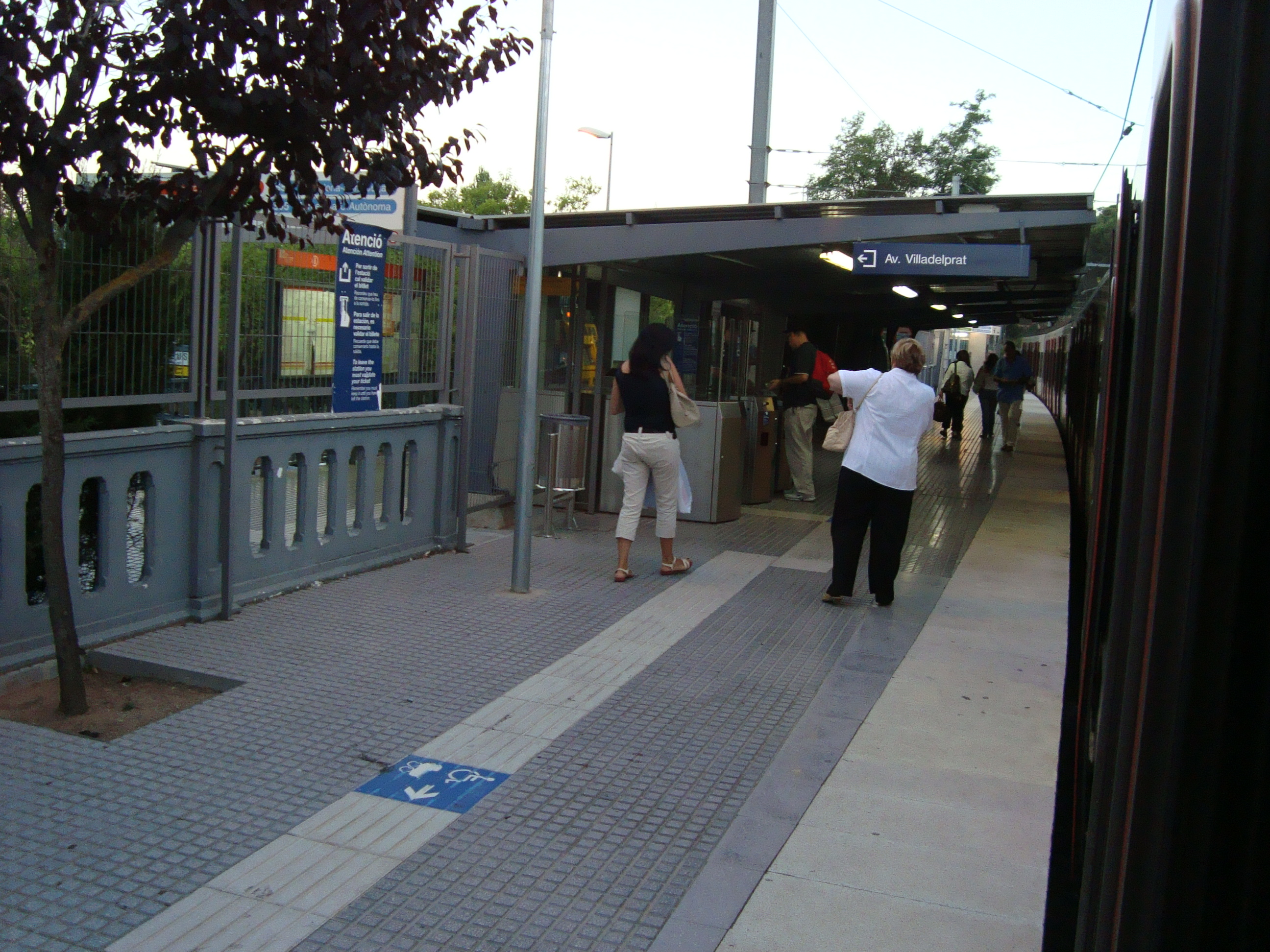
Estació de Valldoreix dels FGC

Antigament el seu terme, anomenat Aiguallonga, havia pertangut a la baronia de Canals, les ruïnes del castell de la qual es troben al sud-oest del nucli urbanitzat; i a mitjan segle xix fou agregat a Sant Cugat. El 1959 es va crear l'Entitat Local Menor de Valldoreix, precedent de l'actual entitat municipal descentralitzada.
| 1990  | 1991  | 1994  | 1995  | 1996  | 2001  | 2003  | 2005  | 2006  | 2009 |
| ----- | ----- | ----- | ----- | ----- | ----- | ----- | ----- | ----- | ---- |
| 3.593 | 3.523 | 4.482 | 4.764 | 5.048 | 5.708 | 6.196 | 6.859 | 7.175 | 7455 |

## Llocs d'interès
- Alzina de Valldoreix
- Castell de Canals
- Museu Parroquial de Valldoreix.[3]
- Camp d'esports de Valldoreix